# Карламанская пещера
 Карламанская пещера  — пещера в Кармаскалинском районе Республики Башкортостан, памятник природы. Образована на месте пересечения вертикальной и горизонтальной   тектонических трещин.

## Место расположения
Карламанская пещера расположена в Республике Башкортостан, Кармаскалинском районе, в Уршак-Бельском междуречье, в бассейне карстовой речки Карламан, в 3 километрах находится деревня Карламан, а в 10 — с. Кармаскалы, райцентр. Пещера находится в основании высокой гипсовой скалы, которую местные жители прозвали Улу-Тау (в переводе с башкирского — Великая гора).

## География
Пещера раньше имела два входа, расположенных в 10 метрах друг от друга. В настоящее время один вход завален глыбами, а уцелевший вход имеет Г-образный изгиб, приводящий в широкий тоннель с отвесными стенами и почти горизонтальным потолком. Ширина пещерных ходов от 2 до 12 метров, а высота — от 5 до 10 метров. Длина пещеры — 198 (по другим данным — 269) метров, площадь — 1153 квадратных метра, а объем — 1970 кубических метров. Стены и потолки имеют коррозионные желоба и  каверны, пол глиняный. Место расположения пещеры — зона активного карста. По дороге к пещере есть немало карстовых воронок. В некоторых из них образовались небольшие болота, а другие наполнены чистой водой. Около пещеры виднеется суходол подземного ручья Сагылелга. В местных породах можно найти окаменевших моллюсков.

## Флора и фауна
Флора озёр в воронках очень разнообразна: камыш, ряска, кубышки, кувшинки и многие другие виды растительности. Вокруг пещеры степь с произрастанием многих редких видов растений: ковыль Коржинского, ковыль перистый, тонконог жестколистный, копеечник крупноцветковый, парнолистник перистый и др.
Летом на маленькие озера прилетают стаи уток и чаек. Также в озерах, рядом с пещерой очень много рыбы: карп, щука, окунь и многие другие.